# Almaclara
Almaclara (2007) es una orquesta de cámara andaluza compuesta íntegramente por mujeres músicas, solo de cuerda y sin batuta.

## Historia
La orquesta se fundó en el año 2007 por Beatriz González Calderón, directora ejecutiva y artística que dirige la orquesta tocando, no con batuta. Su primera actuación fue en marzo de 2008. Está compuesta íntegramente por mujeres músicas, intérpretes de cuerda licenciadas en los Grados Superiores de cada especialidad, siendo la primera orquesta de mujeres que se creó en Andalucía.
Almaclara es un proyecto musical que pretende reivindicar el papel de las mujeres en la Historia de la Música. Históricamente, las mujeres no han conseguido alcanzar sus metas debido no a su falta de talento, sino a su sexo. El nombre de Almaclara es un homenaje a Alma Mahler y a Clara Schumann, dos músicas de un altísimo nivel creativo y técnico que se mantuvieron siempre a la sombra de sus maridos.
Pretende divulgar un repertorio menos explotado, como es el de la orquesta de cuerda y la orquesta de cámara. Ha realizado diversas adaptaciones de Clara Schumann y de otras mujeres compositoras. Y apuesta por las mujeres compositoras contemporáneas y ha realizado estrenos y revisiones de obras de Consuelo Díez o Dolores Serrano.
Desde 2008 no han dejado de recorrer escenarios y ofrecer propuestas para llevar la música a todos los foros. Tienen además un cuarteto solista y programan proyectos pedagógicos para acercar la música clásica a todo tipo de público.
En el año 2014, Almaclara alcanzó un acuerdo de mecenazgo con la empresa sevillana Inés Rosales, por el que la orquesta y su cuarteto solista pasaron a llamarse desde entonces Almaclara·Inés Rosales.